# Thit
Thit, die Fingerbreite, war ein Längenmaß in Rangun.
- 1 Thit = 2,021 Zentimeter[1]

Die Maßkette war
- 1 Taong/Taim/Elle = 2 Thwas/Spannen = 3 Mails/Handbreiten = 24 Thits/Fingerbreiten = 96  Mo-gaus = 6 Nhon/Sesamkörner = 10 Cha-khycs/Haarbreiten = 19 l/10 Zoll (engl.) (= 48,514 Zentimeter errechn.)